# 艾倫維爾 (伊利諾伊州)
艾倫維爾（英語：Allenville）是位於美國伊利諾伊州莫爾特里縣的一個村落。

## 地理
艾倫維爾的座標為39°33′24″N 88°32′00″W / 39.55667°N 88.53333°W，而該地最高點為海拔高度196米（即643英尺）。

## 人口
根據2010年美國人口普查的數據，艾倫維爾的面積為1.50平方千米，當中陸地面積為1.50平方千米，而水域面積為0.00平方千米。當地共有人口148人，而人口密度為每平方千米98人。